# Citroën Xsara Picasso
Le Citroën Xsara Picasso est une automobile produite par Citroën de 1999 à 2010 en Europe, et de 2000 à 2012 en Amérique du Sud. Il s'agissait du premier monospace compact de la marque Citroën.
C'est la version monospace de la Citroën Xsara.

## Présentation

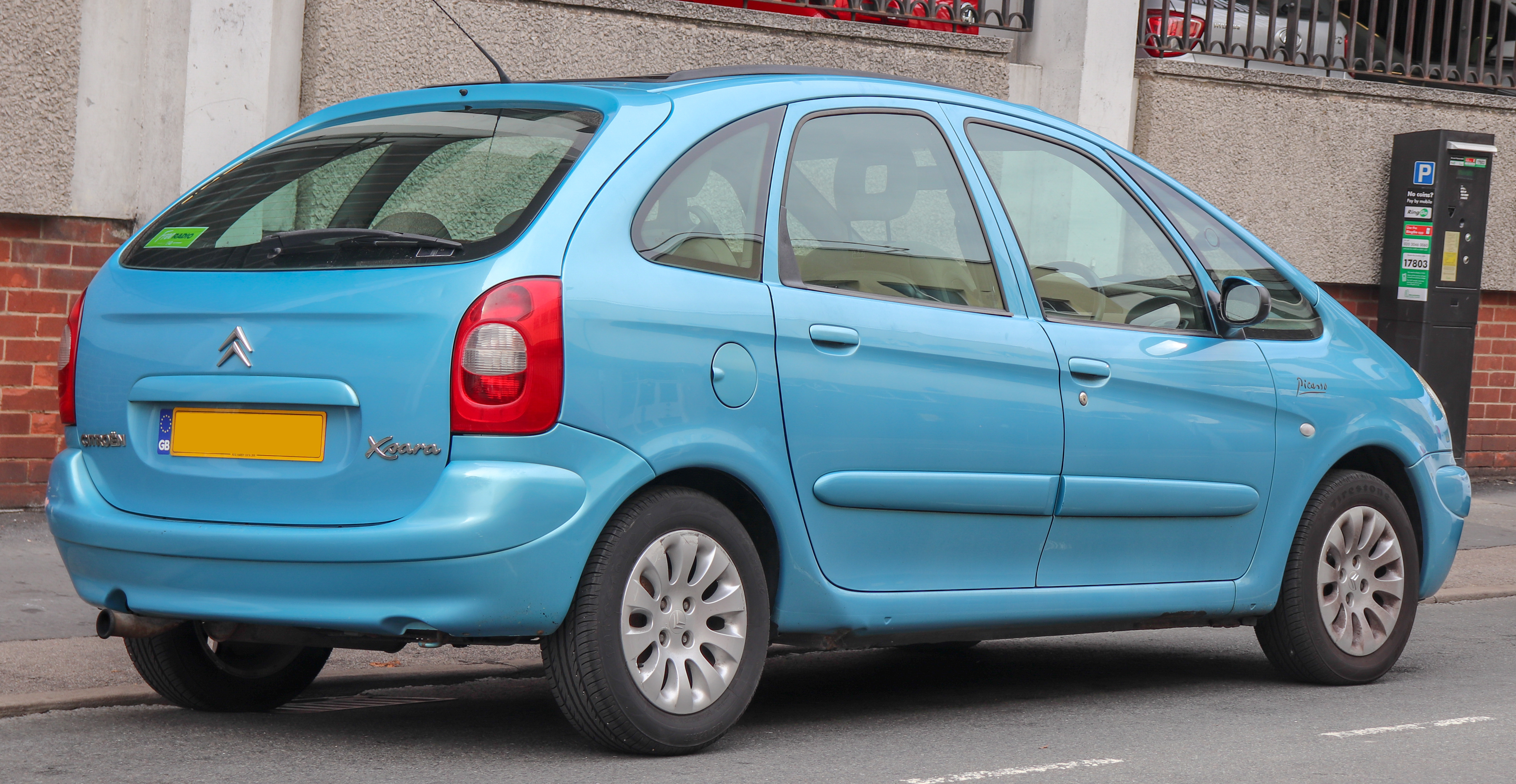
Citroën Xsara Picasso phase 1. décembre 1999 - janvier 2004. finition Exclusive 2003.

Le Citroën Xsara Picasso est l'aboutissement de l'étude de style Xanae, qui avait été présentée au Mondial de l'automobile de Paris en octobre 1994. La version définitive du Xsara Picasso fut présentée en avant première au Mondial de l'automobile de Paris en octobre 1998 puis commercialisée, seulement en décembre 1999, pour peaufiner les derniers essais de mise au point et préparer des stocks de vente, avec l'objectif de concurrencer le Renault Mégane Scénic dans le segment des monospaces compacts.
Dans une logique de réduction des coûts de fabrication - qui fut la stratégie de Jacques Calvet - en s'appuyant largement sur l'utilisation d'une plate-forme et d'éléments communs à plusieurs modèles - le Xsara Picasso a donc été élaboré sur la plateforme de la Xsara, à mi-chemin, en longueur, entre la berline et le break. Le monospace reprend donc 60 % d'éléments déjà utilisés sur d'autres modèles du groupe PSA, les moteurs, les boites de vitesses, les transmissions avec le train AV complet, proviennent de la Xsara Berline, le train AR provenant des Berlingo/Partner (base de Peugeot 405 Break).
À l'intérieur sur l'aménagement de la planche de bord : la molette de réglages des rétroviseurs dégivrants, de l'assiette des phares suivant la charge, la colonne de direction complète avec le volant, le comodo appelé COM 2000, avec commandes des phares, clignotants, antibrouillards AV/AR, essuie-glaces AV/AR, régulateur de vitesse, le klaxon sur le volant, le Modubox (sorte de caisse à roulettes repliable pour transporter ses achats), la climatisation manuelle ou automatique, le siège conducteur réglable en hauteur avec réglage lombaire, de même que l'autoradio CD intégré à la planche de bord.
De ce fait, l'assemblage a commencé à l'usine PSA de Vigo en Novembre 1999 où étaient déjà montées les Xsara 3 et 5 portes, le C15, les Citroën Berlingo et Peugeot Partner. Toutefois, le véhicule ne partage aucun élément de carrosserie avec la Xsara Berline, la ligne étant entièrement nouvelle.
Le Citroën se distingue de son concurrent direct le Renault Mégane Scénic notamment par son « dos » rond et ses gros feux, avec dans l'habitacle trois sièges arrière identiques coulissants et amovibles indépendamment.
L'instrumentation avec un cadran de forme ovale de l'ordinateur de bord à affichage numérique, situé au centre du tableau de bord, en retrait, juste sous le pare-brise. Celui-ci est parfaitement visible pour l’ensemble des occupants du véhicule. Et enfin aux vues de ses cotes extérieures, l'habitabilité de la voiture est exceptionnelle en largeur aux coudes.

## Finitions et moteurs
D'abord lancée en fin 1999 avec une seule finition et trois motorisations, sa gamme s'étoffe progressivement, avec des équipements et niveaux de finition variés en assurant tout au long de sa carrière un très grand succès pour la marque aux chevrons.
Au lancement en décembre 1999, le Xsara Picasso dispose d'un moteur essence emprunté à la berline Xsara (TU5JP/L3, 1 587 cm3, 90 ch) et d’une motorisation diesel (DW10TD/L3, 1 997 cm3, 90 ch).
À l'occasion du millésime 2000, le moteur essence 1.6l est remplacé par une évolution (TU5JP/L4, 1 587 cm3, 90 ch) de celui-ci (pistons, taux de compression, circuits de lubrification et de refroidissement, gestion moteur), afin de respecter les normes antipollution Euro 2000. En outre s'ajoute une version (EW7J4) 1 749 cm3 de 115 ch. Le moteur turbodiesel ne change pas.
Au millésime 2003, la finition haut de gamme Exclusive (essence et turbodiesel) apparaît avec toutes les options de base, en plus un régulateur/limiteur de vitesse, des freins AR à disques, des vitres AR électriques, des phares antibrouillard AV, une climatisation automatique, des sièges en velours avec des airbags latéraux avant dans les dossiers des sièges, l'ESP, l'ABS, les jantes alu en trois modèles différents, une peinture métallisée et une finition extérieur monochrome (bandeaux de pare-chocs et baguettes latérales peints couleur carrosserie).
Le Xsara Picasso est subtilement restylé en février 2004 avec de nouveaux boucliers entièrement peints couleur carrosserie avec jonc chromé à la partie supérieure, une calandre-pare chocs retouchée et l'apparition du moteur HDi 110 ch.
Au millésime 2006, 3 niveaux de finition sont disponibles : Base, Pack et Exclusive, avec 4 motorisations : 1.6i 16V, 2.0i 16V , HDi 92 et HDi 110 FAP.
En 2007, la gamme devient Génération 2007 avec trois motorisations et un seul niveau de finition. Elle propose un régulateur/limiteur de vitesse, une direction à assistance variable suivant la vitesse, l'air conditionné, des essuie-vitres intermittents à trois vitesses, un ABS+REF, des airbags frontaux et latéraux, un antivol intégré à la clé, un cache-bagages, le déverrouillage à distance, des vitres avant électriques, 3 sièges AR coulissants et amovibles, des rétroviseurs extérieurs dégivrants et électriques, un volant gainé cuir, des vitres teintées et pare-brise athermique, un volant réglable en hauteur, un siège conducteur réglable en hauteur, un autoradio CD - RDS 6 HP avec commandes au volant
- Options : peinture métallisée, ESP+AFU, pack Automatique, pack Confort, pack Électrique, jantes alliage 15 pouces, pack Look

Moteurs disponibles : 1.6i 16v 110 ch, 1.6 HDi 92 ch, 1.6 HDI 110 ch FAP

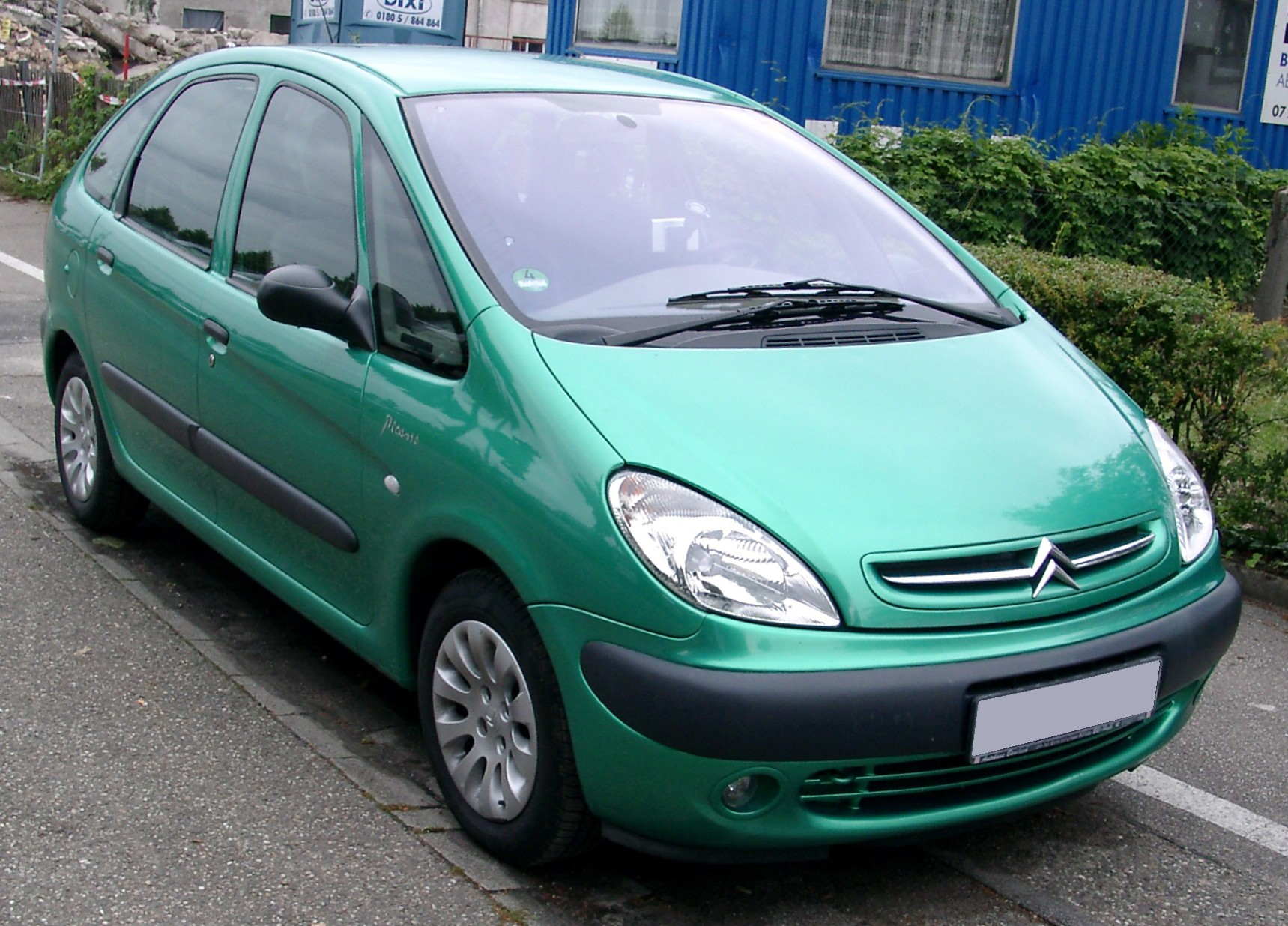
Phase 1 - décembre 1999 - janvier 2004 - finition de base. "Jantes Estoril"
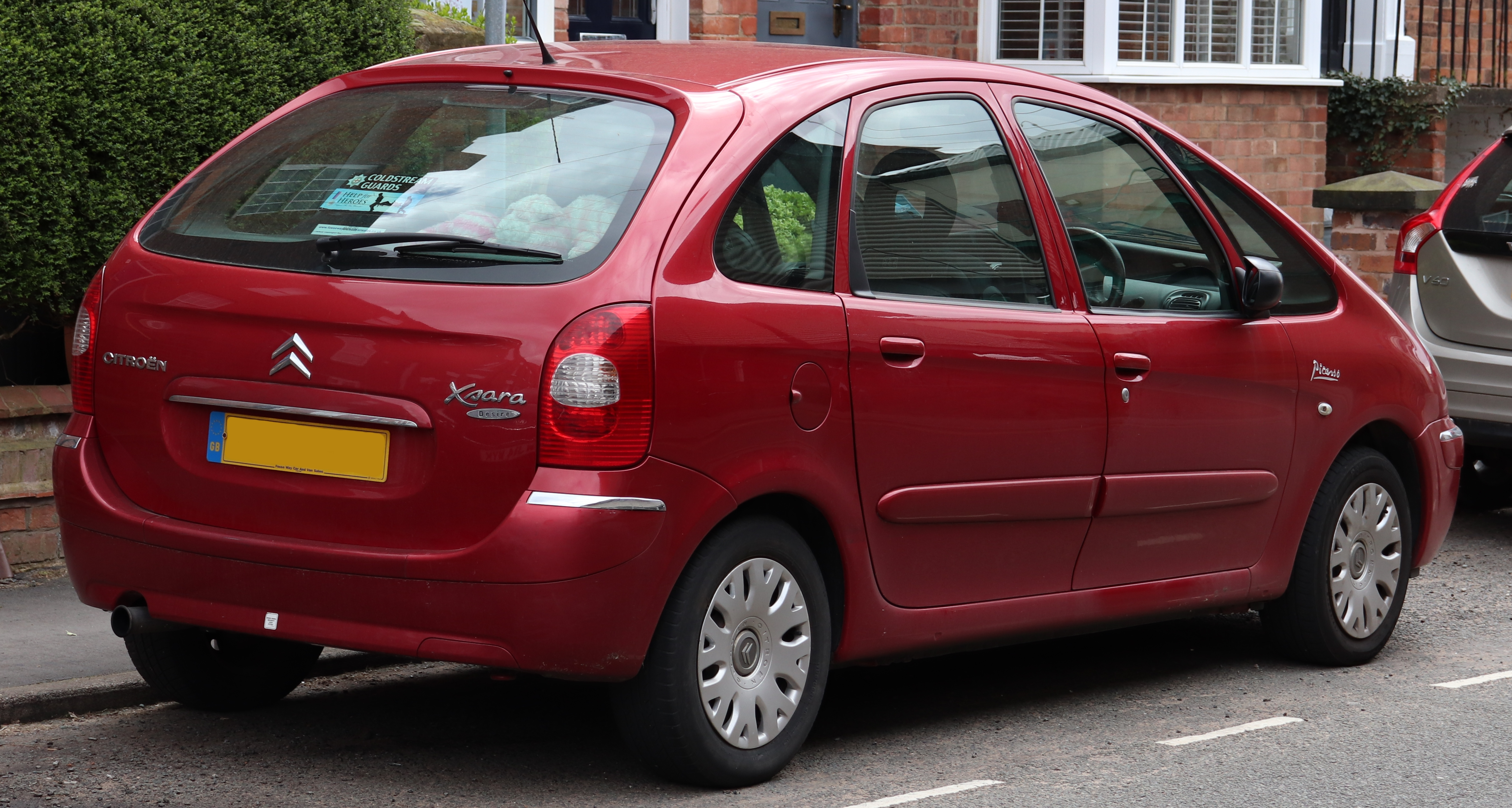
Phase 2 - février 2004 - Nouveau pare-chocs arrière.
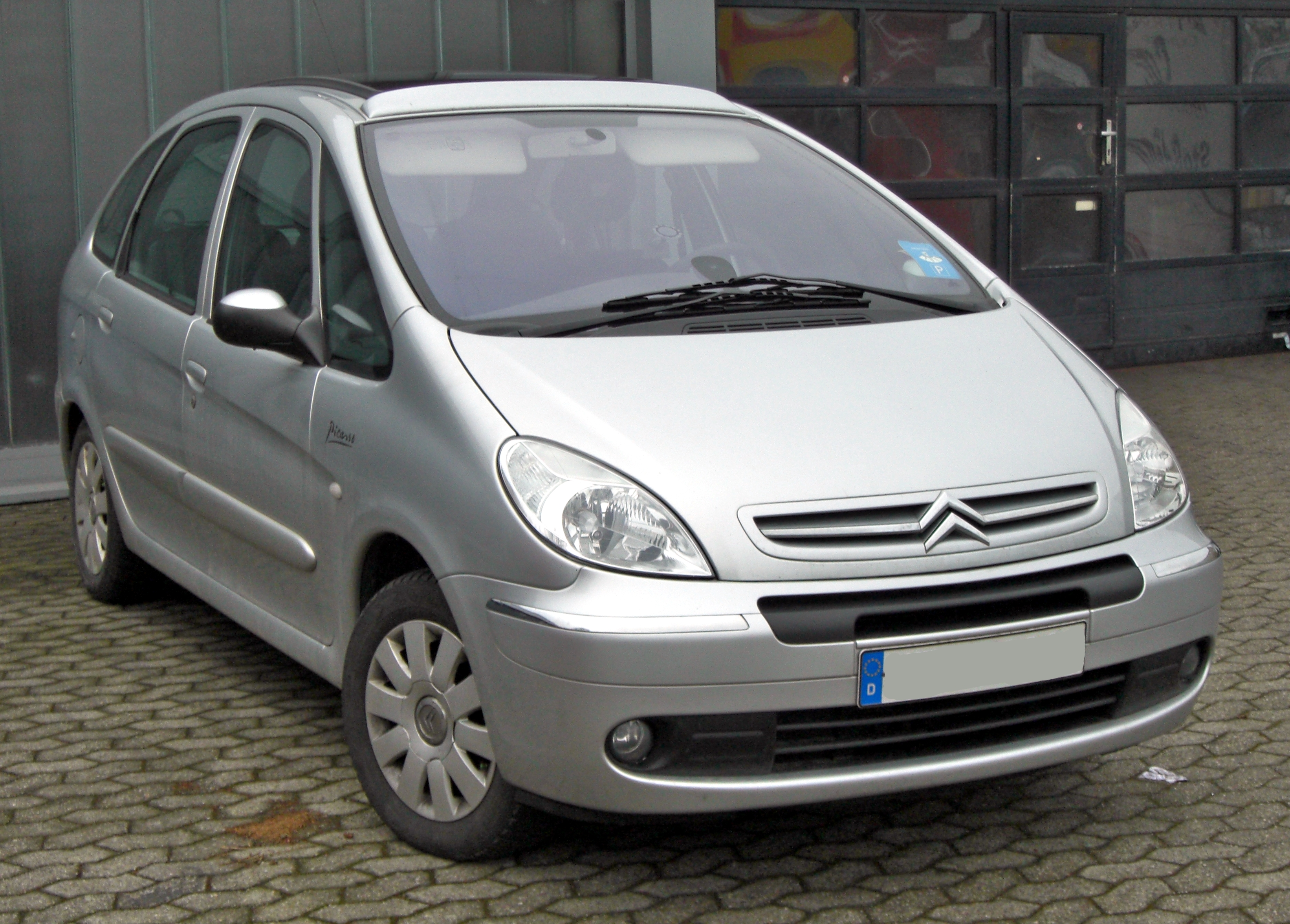
Phase 2 - février 2004 - nouveau pare-chocs AV - toit ouvrant en option.
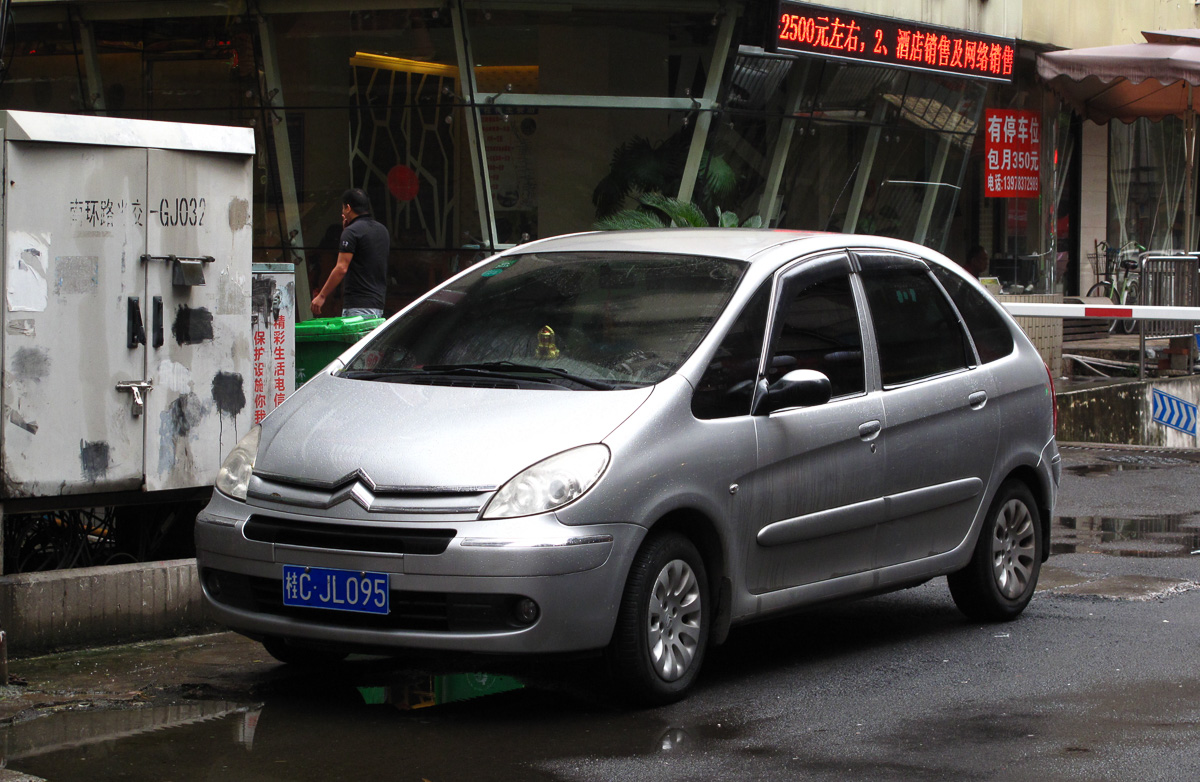
Modèle fabriqué et vendu en Chine. Nouveau capot
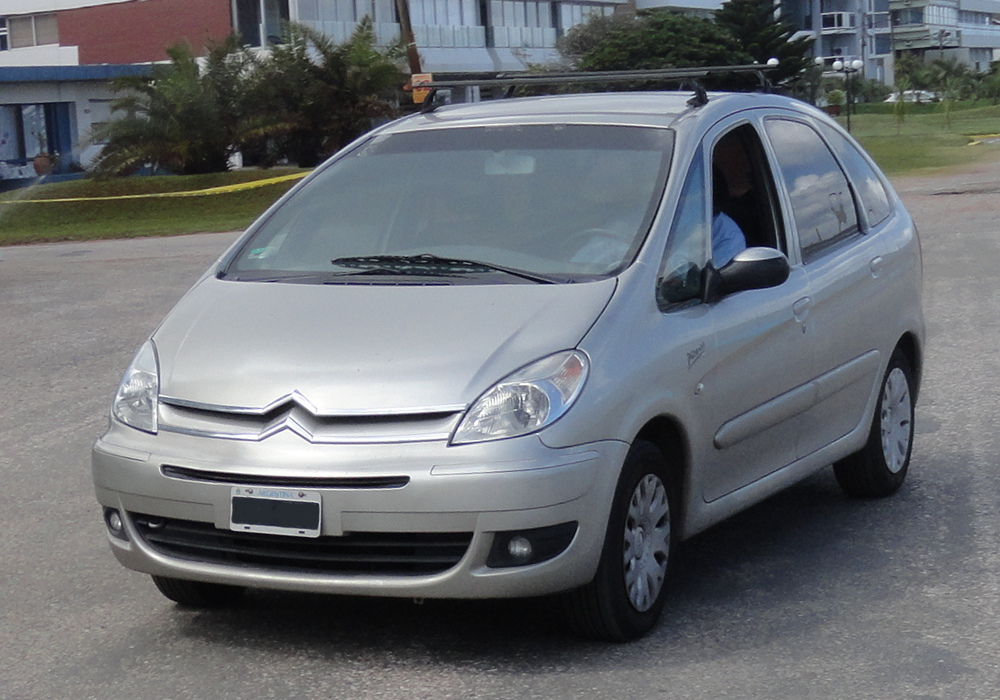
Modèle Mercosur. Nouveau capot et pare-chocs.

Le Xsara Picasso européen survit au lancement de son « remplaçant » le C4 Picasso 5 places en 2007 et continue à être produit jusqu'en septembre 2010 en parallèle au nouveau modèle, pour élargir la gamme proposée.

## Production
Produit à Vigo en début de carrière, 65 931 exemplaires furent également assemblés à l'usine PSA de Rennes de 2007 à 2009, avant de revenir à Vigo.
De novembre 2001 à 2009, seuls 25 538 exemplaires furent assemblés et vendus en Chine.
Sa production a finalement été arrêtée pour l'Europe en septembre 2010 après 1 736 727 exemplaires fabriqués, ce qui confirme un succès commercial incontestable.
Il faut ajouter à ces chiffres les derniers exemplaires fabriqués au Brésil après cette date, jusqu'en 2012. 8 300 Xsara Picasso y ont été fabriqués en 2011, et 1 800 en 2012,.
La production totale du Xsara Picasso est donc de 1 746 827 exemplaires au minimum (la production réelle est probablement légèrement supérieure à ce chiffre, les chiffres complets de la production brésilienne pour l'année 2010 n'étant pas inclus).
Les plus gros débouchés européens du Xsara Picasso furent dans l'ordre : la France (environ 425 000 exemplaires écoulés), l'Espagne (environ 330 000), le Royaume-Uni (273 000), l'Italie (157 000), le BeNeLux (135 000) et l'Allemagne (80 000). Plus de 100 000 exemplaires ont été vendus au Brésil, sans compter les exemplaires exportés vers les autres pays d'Amérique latine.

## Motorisations
| Modele      | Code moteur | Cylindrée | Alimention                        | Puissance CV/trs | Couple Nm/trs | Masse à vide (kg) | Vitesse max | Acceler. 0–100 km/h | Consommation (l/100 km) | Année de production |
| Essence     | Essence     | Essence   | Essence                           | Essence          | Essence       | Essence           | Essence     | Essence             | Essence                 | Essence             |
| ----------- | ----------- | --------- | --------------------------------- | ---------------- | ------------- | ----------------- | ----------- | ------------------- | ----------------------- | ------------------- |
| 1.6i        | TU5JP       | 1587      | Injection indirecte Atmosphérique | 90/5600          | 135/3500      | 1.240             | 170         | 16"5                | 7.7                     | 2000-01             |
| 1.6i        | TU5JP       | 1587      | Injection indirecte Atmosphérique | 95/5700          | 138/3500      | 1.240             | 171         | 15"                 | 7.6                     | 2001-05             |
| 1.6i 16v    | TU5JP4      | 1587      | Injection indirecte Atmosphérique | 110/5800         | 147/3000      | 1.268             | 180         | 11"4                | 7.3                     | 2006-10             |
| 1.8i 16v    | EW7         | 1749      | Injection indirecte Atmosphérique | 117/5500         | 163/4000      | 1.245             | 187         | 12"6                | 7.7                     | 2000-06             |
| 2.0i 16v    | EW10J4      | 1997      | Injection indirecte Atmosphérique | 136/6000         | 190/4100      | 1.326             | 192         | 10"9                | 8.7                     | 2003-07             |
| Diesel      |             |           |                                   |                  |               |                   |             |                     |                         |                     |
| 1.6 HDi 16v | DV6ATED4    | 1560      | Turbodiesel common rail           | 90/4000          | 215/1750      | 1.290             | 175         | 12"1                | 5.1                     | 2006-10             |
| 1.6 HDi 16v | DV6TED4     | 1560      | Turbodiesel common rail           | 110/4000         | 240/1750      | 1.318             | 183         | 10"8                | 5.1                     | 2004-10             |
| 2.0 HDi     | DW10A       | 1997      | Turbodiesel common rail           | 90/4000          | 205/1900      | 1.300             | 172         | 14"9                | 5.5                     | 2000-06             |

## Séries spéciales
En décembre 2002, la filiale brésilienne de Citroën lance une série limitée à 5 000 exemplaires du Xsara Picasso appelée Xsara Picasso Etoile, célébrant la victoire du candidat Lula du Parti des travailleurs à l'élection présidentielle brésilienne de 2002.
D'autres séries spéciales sont proposés au Brésil au cours de la vie du modèle, telles que les séries spéciales Brasil (2003), Seleção (2006, à l'occasion de la Coupe du monde de football, 4 000 exemplaires, livrée avec un ballon de football Citroën),, Navegador (2007), Wii (2008, livrée avec la console de jeux vidéos éponyme),, Avatar (2010, livrée avec un DVD du film éponyme, un lecteur de DVD intégré au véhicule et équipée d'un sticker Avatar), et Movie (2011, 1 600 exemplaires, livrée avec un lecteur de DVD intégré et équipée d'un sticker Movie),.
Des finitions spécifiques sont également proposées sur le marché argentin à partir de 2005 : Spirit et Safari.
Le Xsara Picasso Spirit dispose d'un kit de carrosserie sportif comprenant un bouclier avant et des bas de caisse latéraux revus, ainsi que l'ajout d'un becquet et d'un pot d'échappement chromé à l'arrière.
Le Xsara Picasso Safari fait quant à lui référence à l'univers des véhicules tout-terrains, avec de nombreuses pièces en plastique brut, ainsi que deux projecteurs circulaires sur le bouclier avant et l'ajout d'un pare-buffle,.